# Кравчики
Кра́вчики (лат. Lethrus) — род крупных жуков, из подсемейства Lethrinae, семейства Навозники-землерои. Многие виды рода являются вредителями некоторых сельскохозяйственных культур (виноград, кукуруза и др.).

## Распространение
Распространены только в Палеарктике, встречаются от Балкан до Китая через Монголию и от Оренбуржья до Ирана и Афганистана. Главным образом ареал представителей рода сосредоточен в Центральной Азии (странах Средней Азии и Казахстане).

## Описание
Жуки среднего размера или относительно крупные. Длина тела 6 —35 мм. Окраска тёмная, преимущественно чёрная, матовая. Тело продолговато-овальное, сверху выпуклое. Верхние челюсти и верхняя губа хорошо заметны сверху. Верхние челюсти самцов, как правило, несут снизу мандибулярные придатки, величина и форма которых очень часто являются важными признаками для различия видов. Шов между наличником и лбом прямой. Глаза полностью разделены щечными выступами. Усики 11-члениковые с 3-члениковой булавой, но кажутся 9-члениковыми, так как булава обволакивающая (2 последних членика булавы полностью помещаются в бокаловидном первом членике и заметны лишь на конечном срезе булавы); членики булавы усиков не могут раскрываться в виде веера.
Надкрылья укороченные. Крылья всегда редуцированы. Пигидий полностью скрыт под надкрыльями.
Тазики всех ног соприкасающиеся; передние голени с многочисленными (не менее 6) зубцами по наружному краю, уменьшающимися от вершины голени к её основанию; средние и задние голени с 2 поперечными килями.
Вторичные половые признаки проявляются чаще всего в строении верхних челюстей, которые у самцов большинства видов несут придатки, реже в строении переднеспинки (особенно её передних углов), бёдер, голеней или вершинных шпор на передних голенях.

## Биология

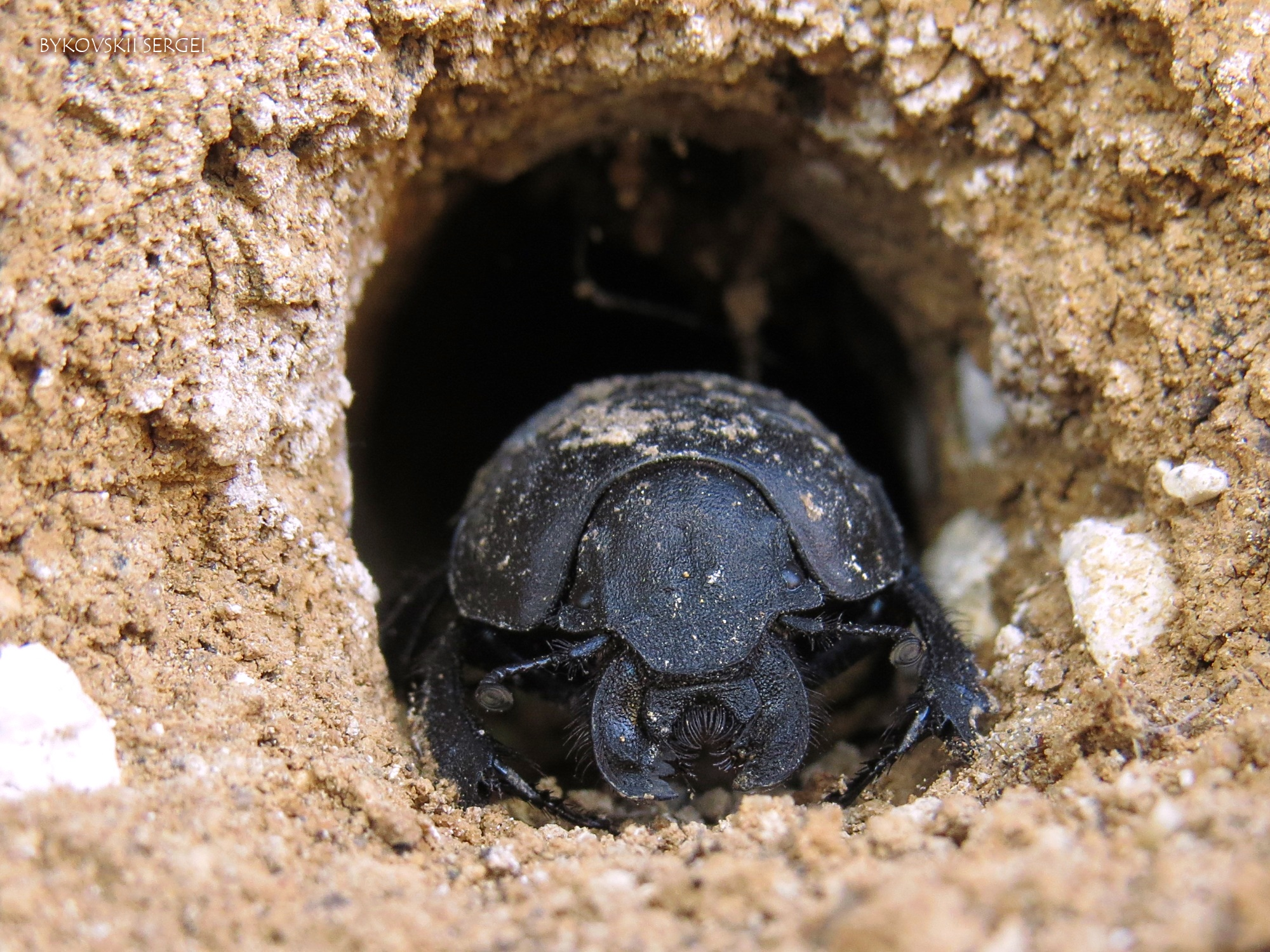
Кравчик-головач у входа в свою норку

Имаго выходят на поверхность почвы весной и живут сначала поодиночке в неглубоких (до 15 см) норах. Затем находят себе пару. В это время очень часто на поверхности почвы наблюдаются самцы, которые в поисках пары обследуют ближайшие норы. Если жук пытается проникнуть в норку, занятую самцом или парой жуков, то между самцами очень часто происходят драки. Было замечено, что приемы борьбы при этом существенно зависят от вооружения челюстей. Самцы видов, челюсти которых не несут придатков или снабжены лишь короткими придатками борются лишь при входе в норку и, как правило, при этом только пытаются вытолкнуть противника при помощи копательных движений головы (снизу вверх). Самцы видов, челюсти которых несут крупные, направленные вниз придатки, во время схватки могут поднимать высоко голову, выставляя придатки вперед или толкают друг друга, сцепившись челюстями. Очень часто во время борьбы жуки отходят довольно далеко от норки. И, наконец самцы видов, длинные придатки которых направлены вперед, борются, толкая друг друга придатком, вершина которого упирается в выемку на горле противника.
Спаривание наблюдалось на поверхности почвы. Пара жуков углубляет норку (глубина законченной норы 45—60 см, а у крупных видов иногда достигает 1 метра.). В её нижней части закладывает несколько (до 5—7) ячеек для потомства. Каждая из ячеек заполняется комком из -срезанных листьев и молодых побегов растений. При раскопке нор L. korzhinskii в Южном Таджикистане кроме зеленых растений в ячейках были также найдены небольшие кусочки сухих экскрементов копытных. Яйцо откладывается под ячейку с пищей. Инкубация длится около 2 недель. Стадия личинки (в зависимости от температуры почвы) проходит в течение 30—35 дней. Перед окукливанием личинка из собственных экскрементов и из частичек почвы строит кокон.
Имаго питаются зелеными листьями и молодыми побегами, за которыми они могут довольно высоко взбираться на растения. Обычно жуки срезают несколько листьев или побегов, сбрасывают их вниз, а затем опускаются и подбирают с земли срезанные части растений.

## Систематика
К роду относятся около 130 видов и подвидов, 9 подродов. Единственный род трибы Lethrini, которую иногда трактуют в расширенном объеме в статусе подсемейства.
- Кравчик-головач (Lethrus apterus) (=Lucanus apterus) typus

### Синонимы
- Bulbocerus Acharius, 1781
- Clunipes Hochenwarth, 1785
- Goniolethrus Semenov, 1894
- Microlethrus Semenov, 1894